# Holdhus
Holdhus es una localidad del municipio de Fusa en la provincia de Hordaland, Noruega. Está 4,5 km al este de Eikelandsosen. Fue el centro administrativo del extinto municipio de Hålandsdal entre 1903 y 1964. La iglesia de Holdhus tiene su sede en el pueblo. En las cercanías están los lagos Gjønavatnet, Henangervatnet y Skogseidvatnet.